# Margitta Paul
Margitta Paul (* 1941) ist eine deutsche evangelikale Kindermissionarin, Referentin in der Frauen- und Seniorenarbeit und Sachbuchautorin.

## Leben
Margitta Paul war viele Jahre Kindermissionarin. Heute ist sie in der Senioren- und Frauenarbeit tätig. Sie ist Autorin und Herausgeberin zahlreicher Bücher für die Arbeit mit Kindern.
Bekannt wurde sie mit der „Kinder-Mal-Bibel – zum Ausmalen und Vorlesen“ mit 104 Biblischen Erzählungen, die bis 2017 in 24 Sprachen mit 650.000 Exemplaren in elf Auflagen erschienen ist.
Margitta Paul wohnt in Sinn (Hessen). Sie ist Mitglied der Freien Brüdergemeinde Herborn.

## Veröffentlichungen
- Kinder-Mal-Bibel (vier zusammengefasste Jahreshefte Mal-Bibel für Vorschulkinder, 1991 bis 1994), Christliche Verlagsgesellschaft, Dillenburg 1995.
- Kinder-Mal-Bibel. Zum Ausmalen und Vorlesen, Christliche Verlagsgesellschaft, Dillenburg 1998, 11. Aufl. 2014, ISBN 978-3-89436-187-7.
- Mit Kindern zu biblischen Geschichten basteln (CD+Beilage mit Anleitungen und Vorlagen), Christliche Verlagsgesellschaft, Dillenburg 2008, ISBN 978-3-89436-636-0.

als Mitautor
- mit Hartmut Jaeger: Mit Vorschulkindern die Bibel entdecken. Die gute biblische Unterrichtshilfe (mehrteiliges Werk), Christliche Verlagsgesellschaft, Dillenburg.
- mit Christiane Volkmann: Der Lösung auf der Spur, Christliche Verlagsgesellschaft, Dillenburg 2000, ISBN 978-3-89436-223-2.
- mit Hartmut Jaeger: Mit Vorschulkindern die Bibel entdecken (mehrteiliges Werk, mit CD-ROM), Christliche Verlagsgesellschaft, Dillenburg.

als (Mit)Herausgeber
- mit Christiane Volkmann (Hrsg.): Erzählen, Basteln, Raten. Interessantes rund um die Bibel, Christliche Verlagsgesellschaft, Dillenburg 1985, ISBN 978-3-921292-47-1.
- mit Christiane Volkmann (Hrsg.): Es weihnachtet sehr ...: Anspiele, Sprechmotetten und Gedichte für die Advents- und Weihnachtszeit, Christliche Verlagsgesellschaft, Dillenburg 2003, ISBN 978-3-89436-368-0.
- Lumpi der Missionshund und andere Geschichten für Kids, Christliche Verlagsgesellschaft, Dillenburg 2004, ISBN 978-3-89436-430-4.
- Wenn das Eis singt: noch mehr Geschichten für Kids, Christliche Verlagsgesellschaft, Dillenburg 2005, ISBN 978-3-89436-478-6.
- Da kann man nur staunen. Lebensberichte, Christliche Verlagsgesellschaft, Dillenburg 2010; überarbeitete Neuauflage 2019, ISBN 978-3-86353-572-8.